# Bruno Lafont
Bruno Lafont (nacido el 8 de junio de 1956) es un empresario francés. Se desempeñó como director ejecutivo de Lafarge de 2006 a 2015, cuando se fusionó con Holcim para convertirse en LafargeHolcim. Se desempeñó como copresidente de LafargeHolcim desde 2015 hasta abril de 2017. 

## Biografía
Lafont nació en 1956. Se graduó en HEC Paris en 1977 y en la Escuela Nacional de Administración de París.
Lafont se incorporó a Lafarge como auditor en el departamento financiero en 1983. Posteriormente trabajó en Alemania y Turquía. Fue nombrado director ejecutivo el 1 de enero de 2006. Durante su mandato, supervisó la expansión internacional de Lafarge a 70 países, incluida la adquisición de accionistas minoritarios en Lafarge Norteamérica. Además, redujo los costes en un 60% durante el primer año, en particular al desinvertir en su filial de fabricación de tejados. En diciembre de 2008, adquirió Orascom Cement, una filial de Orascom Construction Industries, por 8.800 millones de euros, y llevó a los multimillonarios Albert Frère y Nassef Sawiris al consejo de administración de Lafarge. Dejó el cargo de director ejecutivo en 2015, poco después de su fusión con Holcim. Por ello recibió una bonificación de 2,5 millones de euros. Se desempeñó como copresidente de LafargeHolcim hasta abril de 2017.
Lafont forma parte de las juntas directivas de Électricité de France y ArcelorMittal. Es asesor del alcalde de Chongqing en China. También es presidente de la Fundación Nacional para la Enseñanza de la Gestión.

## Libros
- Lafont, Bruno (2016). Ces grandes entreprises au cœur des transformations du monde : entretiens avec Philippe Hardouin. Paris: Tallandier. ISBN 9791021019263. OCLC 946576283.